# ブレーブス・フィールド
ブレーブス・フィールド（Braves Field）は、アメリカのマサチューセッツ州ボストンにかつて存在した野球場。MLBボストン・ブレーブス（現アトランタ・ブレーブス）が1915年のシーズン途中から1952年の閉場まで本拠地にしていた。また、1932年の1年だけアメリカンフットボールにも使用され、NFLボストン・ブレーブス（現ワシントン・コマンダース）が球団設立1年目の本拠地にした。

## 球場の歴史
1900年代初頭に起きた鉄筋コンクリート製球場建設ブームの中で、ブレーブスと同じボストンに本拠地を置くレッドソックスが1912年に新球場フェンウェイ・パークへ移転。一方ブレーブスはまだ木製のサウス・エンド・グラウンズを本拠地にしていたが、ブレーブスオーナーのジェームス・ガフニーはこれを機に新球場建設を決断。1914年にコモンウェルス・アベニュー沿いの土地を確保すると、1915年3月20日に建設を開始。8月18日、開場した。当時としては史上最大の収容能力と広大なフィールドを持つ大球場だった。
ブレーブスが球団名をビーズに変更した1936年、球場名がナショナル・リーグ・パーク（National League Park）に改称された。しかしファンの間では、チーム名にちなんでザ・ビー・ハイブ（The Bee Hive＝ハチの巣）という愛称が定着した。1941年からビーズが球団名をブレーブスに戻したことで、球場名もブレーブス・フィールドに戻った。
ブレーブスの人気はあまり高くなく、ブレーブス・フィールドを本拠地にし始めた1915年から1950年までの1試合平均観客動員は約5,450人だった。これはレッドソックスの同期間の1試合平均観客動員に比べて約2,190人も少ない。特に1941年から1950年にかけての数字はレッドソックスの13,170人に対し、ブレーブスは約9,300人しかなかった。
当時のブレーブスオーナーのルー・ペリーニは状況を打開すべくレッドソックスオーナーのトム・ヨーキーにある提案をする。それはブレーブスがフェンウェイ・パークに移転し、レッドソックスと“同居”することだった。しかしヨーキーは拒絶する。
1953年シーズン開幕直前の3月13日、ブレーブスはボストンから出てウィスコンシン州ミルウォーキーへ移転することを発表した。ブレーブス・フィールドはボストン大学に売却され、一部を残し解体されたのち、ニッカーソン・フィールドとして生まれ変わった。

## フィールドの特徴
ブレーブス・フィールドは開場時は、外野が左翼402フィート（約122.5メートル）、中堅440フィート（約134.1メートル）、中堅最深部550フィート（約167.6メートル）、右翼402フィートと、歴史上でも屈指の広さだった。これはガフニーがランニングホームラン好きだったことに由来する。更に中堅方向から本塁方向へ風が吹き込むため、柵越えのホームランは1925年まで1本も出なかった。
しかし1920年代に入りボールの弾力性が飛躍的に向上して各球場で柵越えホームランが増えると、ガフニーの好きな野球とファンが望む野球の乖離が進む。ブレーブス・フィールドの外野フェンスは次第に前に出てくるようになり、1930年の時点で左翼340フィート（約103.6メートル）、中堅394.5フィート（約120.2メートル）、右翼298フィート（約90.8メートル）にまで縮小された。
内野の芝は、ブレーブスが以前本拠地にしていたサウス・エンド・グラウンズから移植されたもの。

## 主要な出来事
- 1915年8月18日、カージナルス戦で開場（ブレーブス 3 - 1 カージナルス）。
- 1920年5月1日、ロビンス（現ドジャース）戦が延長26回まで続く。1 - 1 のまま夜になり、球場に照明設備がなかったため再試合になった。再試合は2日後に行われ、延長13回、ブレーブスが 2 - 1 で勝利した。
- 1936年7月7日、オールスターゲーム開催（ナ 4 - 3 ア）。
- 1942年6月19日、ポール・ウェイナーが通算3000安打を達成した。
- 1946年4月 開幕前に観客席のペンキ塗りを行なっていたが、湿気の多い天候で渇きが悪く開幕戦では観客の衣服にペンキが付着するアクシデントが多発して球場がクリーニング代を弁償している。なお再工事の期間中はフェンウェイ・パークを間借りして試合を行なった。
- ワールドシリーズ開催：1915年、1916年、1948年
  - 1915年と1916年のワールドシリーズに進出したのは、ブレーブスではなくレッドソックス。収容能力から開催地をブレーブス・フィールドにした。
- 1952年9月21日、ドジャース戦で閉場（ドジャース 8 - 2 ブレーブス）。

| 前本拠地： フェンウェイ・パーク 1915 - （シーズン途中まで） | アトランタ・ブレーブスの本拠地 1915 - 1952                  | 次本拠地： ミルウォーキー・カウンティ・スタジアム 1953 - 1965 |
| 前本拠地： n/a -                                            | ワシントン・レッドスキンズの本拠地 1932 - （1シーズン限り） | 次本拠地： フェンウェイ・パーク 1933 - 1936                   |